# Việt vương Ế
Việt vương Ế (chữ Hán: 越王翳, ?-375 TCN), hay Việt vương Bất Quang (越王不光), Việt vương Thụ (越王授); tên thật là Lạc Ế (雒翳), Lạc Bất Quang (雒不光) hay Lạc Thụ (雒授), là vị vua thứ 39 của nước Việt - chư hầu nhà Chu trong lịch sử Trung Quốc.
Việt vương Ế là con của Việt vương Chu Câu, vua thứ 38 của nước Việt. Năm 411 TCN, Việt vương Chu Câu qua đời, Việt vương Ế lên nối ngôi.
Năm 404 TCN, Việt vương Ế có binh lực hùng mạnh, bèn mượn cớ họ Điền chuyên quyền lấn át vua Tề, đem quân đánh nước Tề, nhưng không thắng phải rút lui.
Cùng lúc đó, người nước Tăng vốn là phụ dung của nước Tề, ỷ thế có Tề chống lưng, tỏ ra khinh thường nước Việt. Việt vương Ế tức giận, đem quân đánh nước Tăng, diệt nước Tăng.
Năm 391 TCN, Điền Hòa làm tướng của họ Điền, thiên Tề Khang công ra nơi hải đảo rồi chiếm lấy nước Tề. Việt vương Ế nghe tin bèn đem quân đánh phá biên giới nước Tề. Tướng nước Tề muốn phản công đánh quân Việt nhưng Điền Hòa không nghe. Sau năm 386 TCN, họ Điền được Chu thiên tử công nhận làm chư hầu.
Nước Tề và nước Sở ngày một cường thịnh, nước Việt dần mất ngôi bá chủ. Cùng lúc đó quý tộc cũ của nước Ngô muốn nổi dậy phục quốc. Việt vương Ế cho quân phòng bị.
Năm 378 TCN, Việt vương Ế thiên đô từ Lang Da về đất Ngô.
Em Việt vương Ế muốn đoạt ngôi vua, đã sát hại ba vị vương tử con Việt vương, sau lại gièm pha với Việt vương Ế để giết thái tử Chư Cữu nhưng ông không nghe. Năm 375 TCN, Chư Cữu sợ bị giết, đem quân bao vây vương cung, giết chết Việt vương Ế. Việt vương Ế ở ngôi được 36 năm.
Tháng 10 năm đó, người nước Việt hợp sức giết chết Chư Cữu. Nước Việt không có vua, xảy ra nội loạn. Một số người ở đất Ngô lập con Chư Cữu là Thác Chi lên làm vua, tuy nhiên không bao lâu sau, các đại phu hợp lại dẹp loạn và đưa Việt vương Vô Dư lên ngôi, an định lại nước Việt.